# Mohamed Guezzaz
Mohamed Guezzaz est un ancien arbitre de football marocain né le 1er octobre 1962.

## Carrière d'arbitre
En tant qu'arbitre international, Mohamed Guezzaz a officié dans les tournois suivants :
- Coupe du monde de football 2002
- Phase qualificative de la coupe du monde de football 2006
- Coupe d'Afrique des nations de football 2002, 2004 et 2006
- Coupe du monde des clubs 2005

Il n'a pas officié pendant la Coupe du monde de football 2006 mais y a tout de même participé en tant qu'arbitre remplaçant au sein d'un groupe dit « de soutien et de développement » pour éventuellement pouvoir suppléer un arbitre titulaire en cas de blessure ou maladie par exemple.